# Римський Максим Олександрович
Макси́м Олекса́ндрович Ри́мський — головний сержант Збройних сил України, відзначився у ході російського вторгнення в Україну, учасник російсько-української війни, Герой України з удостоєнням ордена «Золота Зірка» (посмертно).

## Життєпис
Максим Римський народився 1995 року в селі Ольгопіль Чечельницького району (з 2020 року — Ольгопільської сільської територіальної громади Гайсинського району) на Вінниччині. Після закінчення загальноосвітньої школи навчався у Бершаді в медичному коледжі, здобув фах «фельдшера». Під час АТО на сході України підписав контракт у 2016 році. Ніс військову службу в складі 9-го мотопіхотного батальйону «Вінницькі Скіфи» 59-ї окремої мотопіхотної бригади імені Якова Гандзюка. Довгий час був бойовим медиком, з часом дослужився до старшого сержанта взводу. 7 грудня 2019 року з рук Президента України Володимира Зеленського отримав іменний годинник. Вже під час повномасштабної війни весною 2022 року Президент України відзначив Максима Римського медаллю «За військову службу Україні». У 2022 році здобув вищу освіту за спеціальністю фармація.
Загинув Максим Римський о 5-й ранку 9 грудня 2022 року в бою біля селища Невельське Покровського району Донецької області. Противник застосував нову тактику для виявлення позицій ЗСУ: спрямував до позицій трьох бійців, які удавали з себе полонених. Щоб перевірити чи не пастка це, пішов сам, аби не розкривати розташування позицій підрозділу, вийшов трохи з іншого боку позицій підрозділу. Як тільки Максим підійшов до окупантів — російські війська одразу почали мінометний обстріл. Біля нього розірвалася міна, тому військовик загинув миттєво: осколок пройшов через праву руку до легень і серця. Троє окупантів теж загинули під своїми ж мінами. Завдяки тому, що він вийшов не зі своїх позицій, вдалося врятувати побратимів: лише декількох поранило. Поховали загиблого в рідному селі. 15 грудня 2022 року Максиму Римському посмертно присвоїли звання «головний сержант». 29 вересня 2023 року Володимир Зеленський, серед інших, присвоїв звання «Герой України» двом полеглим захисникам із Вінниччини Максиму Римському та Олегу Тарахкалу.

## Родина
У загиблого залишилися дружина Римська Ангеліна Миколаївна (також військова, одружилися 19 лютого 2022 року), батько Олександр Васильович та мати Галина Володимирівна, молодший брат Олександр. Брат дружини Олексій (навчався разом із Максимом у медичному коледжі) загинув навесні 2022 року.

## Нагороди
- звання «Герой України» з удостоєнням ордена «Золота Зірка» (29 вересня 2023, посмертно) — за особисту мужність і героїзм, виявлені у захисті державного суверенітету та територіальної цілісності України, самовіддане служіння Українському народові.
- нагрудний знак «Ветеран війни»[1][5].